# Toni Vilander

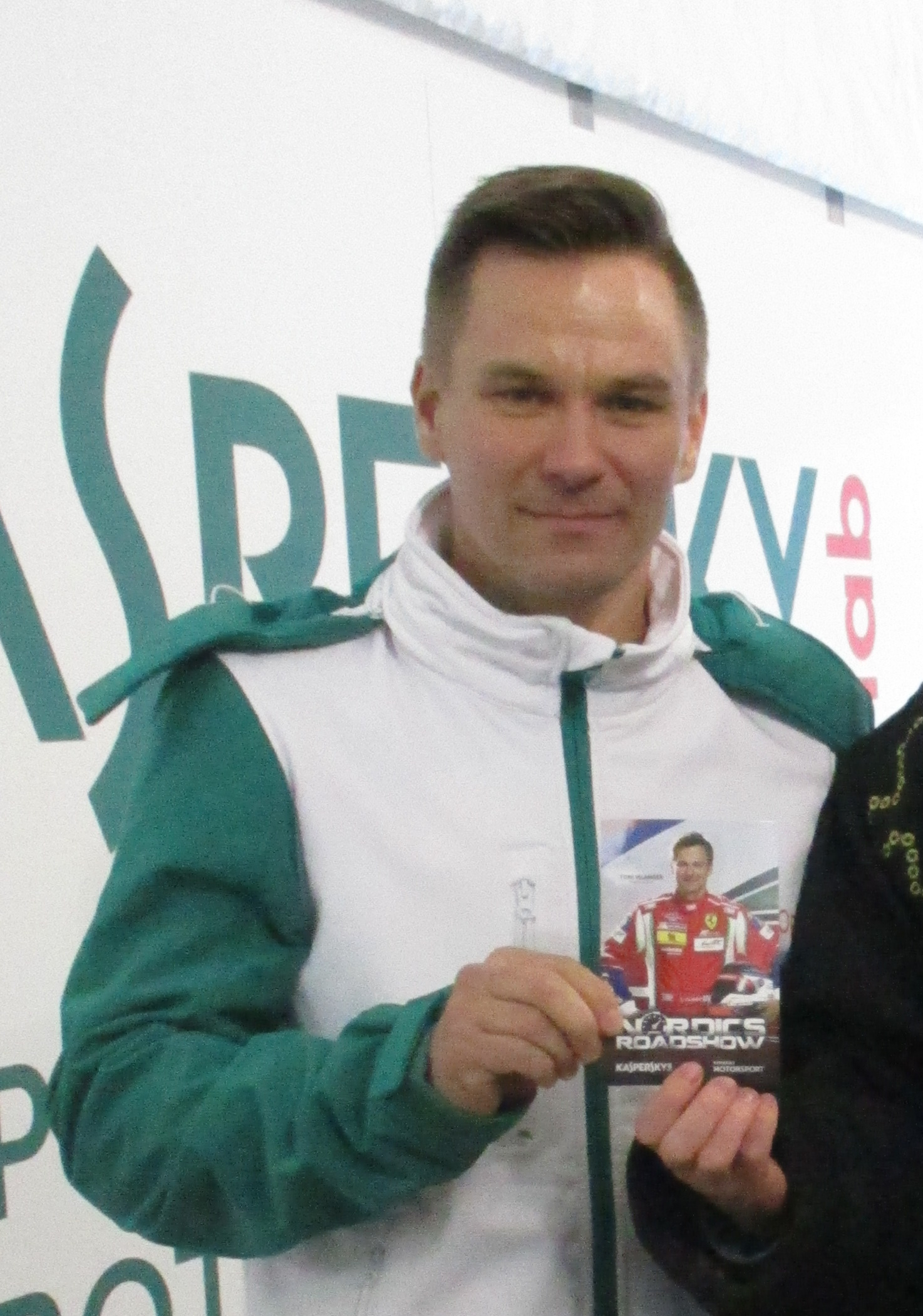
Toni Vilander 2016

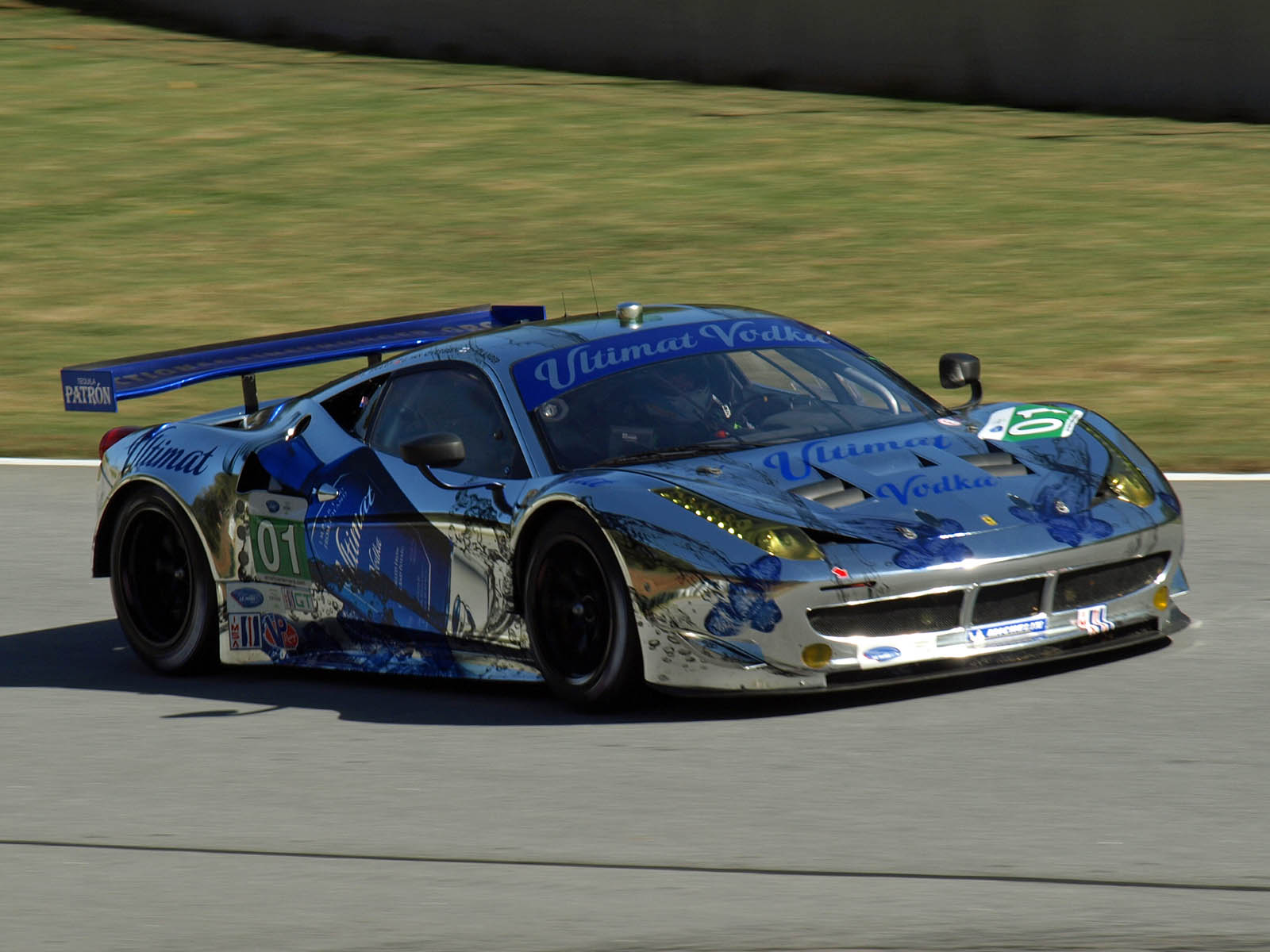
Toni Vilander mit einem Ferrari 458 GTC beim Qualifying zum Petit Le Mans 2012

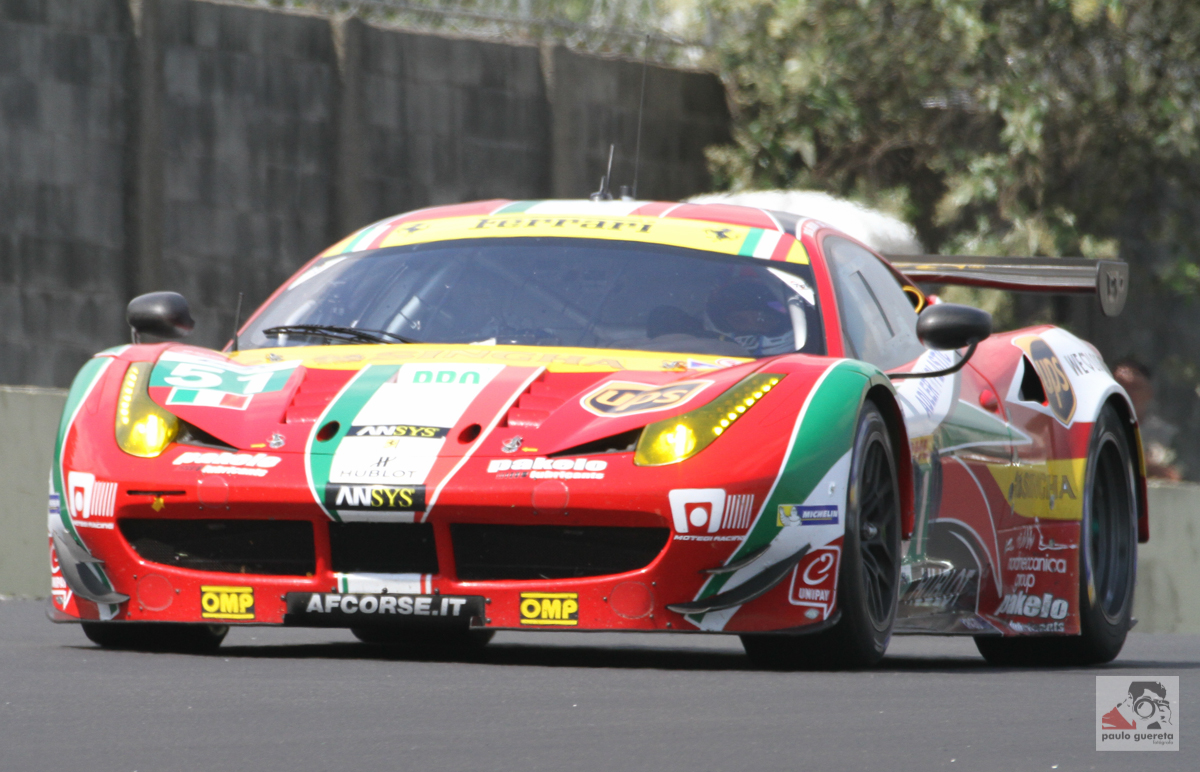
Der von Toni Vilander beim 6-Stunden-Rennen von São Paulo 2014 gefahrene Ferrari 458 Italia GT2

Toni Markus Vilander (* 25. Juli 1980 in Kankaanpää) ist ein finnischer Rennfahrer.

## Karriere
Mit fünf Jahren begann Vilander seine Karriere im Kartsport und gewann einige Meisterschaften. 2002 wechselte er in den Formelsport und wurde Fünfter der italienischen Formel Renault. Außerdem startete er bei einem Rennen des Formel-Renault-2.0-Eurocups und wurde Zweiter der Winterserie der italienischen Formel Renault. Auch 2003 fuhr Vilander in der italienischen Formel Renault und erreichte dieses Mal den dritten Platz in der Gesamtwertung. Außerdem fuhr er im Formel Renault 2.0 Eurocup, in dem er schließlich Platz 14 im Gesamtklassement belegte. Des Weiteren startete der Vilander bei einem Rennen der italienischen Formel-3-Meisterschaft Dabei erzielte er eine Podest-Platzierung.
2004 fuhr Vilander eine komplette Saison in der italienischen Formel-3-Meisterschaft und wurde mit sechs Siegen Vizemeister dieser Serie. Zusätzlich nahm Vilander für Coloni an einigen Rennen der Formel-3-Euroserie teil. 2005 war Vilander in der italienischen Formel-3000-Meisterschaft aktiv und beendete die Saison auf dem vierten Platz in der Gesamtwertung. Ebenfalls gab Vilander sein Debüt in der GP2-Serie. Coloni hatte sich von Gianmaria Bruni getrennt und Vilander wurde als Ersatz verpflichtet. Er nahm an zwei Rennwochenenden teil und blieb ohne Punkte. Für das letzte Saisonrennen wurde Vilander durch Ferdinando Monfardini ersetzt. Darüber hinaus startete er in der italienischen GT-Meisterschaft und gewann die GT2-Wertung.
2006 wechselte Vilander in den GT-Sport. Er wurde Meister in der GT1 der italienischen GT-Meisterschaft und nahm darüber hinaus an Rennen der American Le Mans Series (ALMS), der FIA-GT-Meisterschaft sowie der spanischen GT-Meisterschaft teil. 2007 startete Vilander zusammen mit Dirk Müller für AF Corse in einem Ferrari 430 GT2 in der GT2-Klasse der FIA-GT-Meisterschaft. Die beiden gewannen sechs von zehn Rennen und entschieden die GT2-Wertung für sich. Eine Saison später wiederholte er den Titelgewinn in der GT2-Klasse der FIA-GT-Meisterschaft. Diesmal war Gianmaria Bruni sein Teamkollege. Außerdem debütierte Vilander für AF Corse beim 24-Stunden-Rennen von Le Mans. 2009 scheiterten Vilander und Bruni an der Titelverteidigung und wurden mit 54 zu 56 Punkten Vizemeister hinter Richard Westbrook. Darüber hinaus nahm Vilander an einem Rennen der Le Mans Series teil.
Nachdem die FIA-GT-Meisterschaft eingestellt worden war, trat Vilander 2010 in der Le Mans Series und der ALMS an. In beiden Serien erzielte er Podest-Platzierungen. In der Le Mans Series wurde er zusammen mit Jean Alesi und Giancarlo Fisichella Zweiter in der LMGT2-Wertung. In der ALMS erreichte er den elften Platz in der GT2-Wertung. Darüber hinaus startete er beim 24-Stunden-Rennen von Le Mans und beim FIA-GT2-European-Cup. 2011 war Vilander erneut parallel in der ALMS und der Le Mans Series aktiv. In beiden Serien gewann er ein Rennen in seiner Klasse. Er wurde Vierter in der LMGTE-Pro-Wertung der Le Mans Series und Sechster in der GT2-Wertung der ALMS. Beim 24-Stunden-Rennen von Le Mans erreichte er zusammen mit Bruni und Fisichella den zweiten Platz in der LMGTE-Pro-Wertung.
2012 ging Vilander für AF Corse in der FIA-GT1-Weltmeisterschaft an den Start. Sein Teamkollege ist Filip Salaquarda. Darüber hinaus nahm Vilander an einem Rennen der FIA-Langstrecken-Weltmeisterschaft (WEC) teil. In dieser belegte er nach dem ersten Rennen den 35. Platz in der Fahrerwertung. Außerdem startete er bei einem Rennen der Rolex Sports Car Series.

## Persönliches
Vilander lernte den ehemaligen Formel-1-Weltmeisters Kimi Räikkönen 1991 bei Kartrennen kennen. Beide sind seit ihrer gemeinsamen Kartzeit eng befreundet. Darüber hinaus ist Vilander ein Freund von Robert Kubica.

## Statistik

### Karrierestationen
| - 1985–2001: Kartsport - 2002: Italienische Formel Renault (Platz 5) - 2002: Italienische Formel Renault, Winterserie (Platz 2) - 2002: Formel Renault 2.0 Eurocup - 2003: Italienische Formel Renault (Platz 3) - 2003: Formel Renault 2.0 Eurocup (Platz 14) - 2003: Italienische Formel 3 (Platz 12) - 2004: Italienische Formel 3 (Platz 2) - 2004: Formel-3-Euroserie (Platz 26) - 2005: Italienische Formel 3000 (Platz 4) | - 2005: GP2-Serie (Platz 25) - 2005: Italienische GT-Meisterschaft, GT2 (Meister) - 2006: ALMS, GT2 (Platz 18) - 2006: FIA-GT-Meisterschaft, GT1 - 2006: FIA-GT-Meisterschaft, GT2 (Platz 24) - 2006: Italienische GT-Meisterschaft, GT1 (Meister) - 2006: Spanische GT-Meisterschaft, GTA (Platz 17) - 2007: FIA-GT-Meisterschaft, GT2 (Meister) - 2008: FIA-GT-Meisterschaft, GT2 (Meister) - 2009: FIA-GT-Meisterschaft, GT2 (Platz 2) | - 2009: Le Mans Series, LMGT2 (Platz 25) - 2010: Le Mans Series, LMGT2 (Platz 2) - 2010: ALMS, GT2 (Platz 11) - 2011: Le Mans Series, LMGTE Pro (Platz 4) - 2011: ALMS, GT (Platz 6) - 2012: FIA-GT1-Weltmeisterschaft - 2012: WEC - 2012: Rolex Sports Car Series, GT |

### Le-Mans-Ergebnisse
| Jahr | Team                | Fahrzeug               | Teamkollege          | Teamkollege         | Platzierung             | Ausfallgrund           |
| ---- | ------------------- | ---------------------- | -------------------- | ------------------- | ----------------------- | ---------------------- |
| 2008 | AF Corse            | Ferrari F430 GT        | Thomas Biagi         | Christian Montanari | Ausfall                 | Defekt                 |
| 2010 | AF Corse SRL        | Ferrari F430 GT2       | Giancarlo Fisichella | Jean Alesi          | Rang 16                 |                        |
| 2011 | AF Corse            | Ferrari 458 Italia GTC | Giancarlo Fisichella | Gianmaria Bruni     | Rang 13                 |                        |
| 2012 | AF Corse            | Ferrari 458 Italia GTC | Giancarlo Fisichella | Gianmaria Bruni     | Rang 17 und Klassensieg |                        |
| 2013 | AF Corse            | Ferrari 458 Italia GT2 | Kamui Kobayashi      | Olivier Beretta     | Rang 20                 |                        |
| 2014 | AF Corse            | Ferrari 458 Italia GT2 | Giancarlo Fisichella | Gianmaria Bruni     | Rang 15 und Klassensieg |                        |
| 2015 | AF Corse            | Ferrari 458 Italia GT2 | Giancarlo Fisichella | Gianmaria Bruni     | Rang 25                 |                        |
| 2016 | Risi Competizione   | Ferrari 488 GTE        | Giancarlo Fisichella | Matteo Malucelli    | Rang 19                 |                        |
| 2017 | Risi Competizione   | Ferrari 488 GTE        | Giancarlo Fisichella | Pierre Kaffer       | Ausfall                 | Unfall                 |
| 2018 | AF Corse            | Ferrari 488 GTE        | Luís Felipe Derani   | Antonio Giovinazzi  | Rang 20                 |                        |
| 2019 | Wheathertech Racing | Ferrari 488 GTE        | Cooper MacNeil       | Robert Smith        | Rang 33                 |                        |
| 2020 | Wheathertech Racing | Ferrari 488 GTE        | Cooper MacNeil       | Jeff Segal          | Ausfall                 | Aufgabe nach Kollision |
| 2022 | AF Corse            | Ferrari 488 GTE Evo    | Simon Mann           | Christoph Ulrich    | Rang 41                 |                        |

### Sebring-Ergebnisse
| Jahr | Team              | Fahrzeug                 | Teamkollege           | Teamkollege        | Platzierung     | Ausfallgrund |
| ---- | ----------------- | ------------------------ | --------------------- | ------------------ | --------------- | ------------ |
| 2011 | Risi Competizione | Ferrari 458 Italia       | Jaime Melo            |                    | Ausfall         | Mechanik     |
| 2012 | AF Corse          | Ferrari 458 Italia       | Giancarlo Fisichella  | Gianmaria Bruni    | Disqualifiziert |              |
| 2016 | Risi Competizione | Ferrari 488 GTE          | Giancarlo Fisichella  | Davide Rigon       | Rang 13         |              |
| 2017 | Risi Competizione | Ferrari 488 GTE          | Giancarlo Fisichella  | James Calado       | Rang 9          |              |
| 2018 | Risi Competizione | Ferrari 488 GTE          | Alessandro Pier Guidi | James Calado       | Rang 14         |              |
| 2019 | Scuderia Corsa    | Ferrari 488 GT3          | Cooper MacNeil        | Jeff Westphal      | Rang 21         |              |
| 2022 | AF Corse          | Ferrari 488 GT3 Evo 2020 | Simon Mann            | Luís Pérez Companc | Rang 24         |              |

### Einzelergebnisse in der FIA-Langstrecken-Weltmeisterschaft
| Saison  | Team                         | Rennwagen          | 1   | 2   | 3   | 4   | 5   | 6   | 7   | 8   | 9   |
| ------- | ---------------------------- | ------------------ | --- | --- | --- | --- | --- | --- | --- | --- | --- |
| 2012    | AF Corse                     | Ferrari 458 Italia | SEB | SPA | LEM | SIL | SAO | BAH | FUJ | SHA |     |
| 2012    | AF Corse                     | Ferrari 458 Italia | DNF |     | 17  |     |     | 13  |     |     |     |
| 2013    | AF Corse                     | Ferrari 458 Italia | SIL | SPA | LEM | SAO | AUS | FUJ | SHA | BAH |     |
| 2013    | AF Corse                     | Ferrari 458 Italia | 15  | 17  | 20  | DNF | 14  | 21  | 16  | 9   |     |
| 2014    | AF Corse                     | Ferrari 458 Italia | SIL | SPA | LEM | AUS | FUJ | SHA | BAH | SAO |     |
| 2014    | AF Corse                     | Ferrari 458 Italia | 10  | 13  | 15  | 13  | 13  | DNF | 13  | 10  |     |
| 2015    | AF Corse                     | Ferrari 458 Italia | SIL | SPA | LEM | NÜR | AUS | FUJ | SHA | BAH |     |
| 2015    | AF Corse                     | Ferrari 458 Italia | 9   | 19  | 25  | 30  | 20  | 13  | 15  | 19  |     |
| 2016    | Risi Competizione            | Ferrari 488 GTE    | SIL | SPA | LEM | NÜR | MEX | AUS | FUJ | SHA | BAH |
| 2016    | Risi Competizione            | Ferrari 488 GTE    | 19  |     |     |     |     |     |     |     |     |
| 2017    | Risi Competizione AF Corse   | Ferrari 488 GTE    | SIL | SPA | LEM | NÜR | MEX | AUS | FUJ | SHA | BAH |
| 2017    | Risi Competizione AF Corse   | Ferrari 488 GTE    |     |     | DNF | 25  |     |     |     |     |     |
| 2018/19 | AF Corse Wheathertech Racing | Ferrari 488 GTE    | SPA | LEM | SIL | FUJ | SHA | SEB | SPA | LEM |     |
| 2018/19 | AF Corse Wheathertech Racing | Ferrari 488 GTE    |     | 20  |     |     |     |     |     | 33  |     |
| 2019/20 | Wheathertech Racing          | Ferrari 488 GTE    | SIL | FUJ | SHA | BAH | AUS | SPA | LEM | BAH |     |
| 2019/20 | Wheathertech Racing          | Ferrari 488 GTE    |     |     |     | DNF |     |     |     |     |     |
| 2021    | AF Corse                     | Ferrari 488 GTE    | SPA | POR | MON | LEM | BAH | BAH |     |     |     |
| 2021    | AF Corse                     | Ferrari 488 GTE    | 28  |     |     |     |     |     |     |     |     |
| 2022    | AF Corse                     | Ferrari 488 GTE    | SEB | SPA | LEM | MON | FUJ | BAH |     |     |     |
| 2022    | AF Corse                     | Ferrari 488 GTE    | 28  | 31  | 41  | 28  | 32  | 33  |     |     |     |